# Hermano y hermana (cuento alemán)
Hermano y Hermana o Hermanito y Hermanita (en alemán Brüderchen und Schwesterchen) es un cuento de hadas europeo escrito entre otros autores por los Hermanos Grimm en su colección Kinder- und Hausmärchen (Cuentos de la infancia y del hogar).

## Trama
Un hermano y una hermana, cansados de ser maltratados por parte de su madrastra, deciden un día huir de casa. Aquella, que es también una bruja, advierte su fuga y lanza un encantamiento sobre todas las fuentes del bosque donde los dos hermanos se han refugiado. Aunque el hermano siente mucha sed, su hermana le impide beber, pues al acercarse a una fuente escucha el murmullo del agua advirtiéndole que no beba, porque si lo hace su pena será convertirse en una bestia salvaje. Incapaz de controlarse, termina bebiendo y se transforma en ciervo. La hermana llora desconsolada, el hermano a pesar de su transformación todavía tiene la capacidad de hablar. Tras mucho caminar, llegan a una casa en la que pueden vivir, y durante algún tiempo llevan una vida feliz.
Un día en todo el bosque se escuchan una bocina y los ladridos de los perros, pues el rey ha salido de cacería. El venado le muestra a su hermana sus deseos por salir, para así, ir a ver, a lo cual ella accede a condición de que sea por poco tiempo, y que al regresar se anuncie: "Hermanita, déjame entrar". Los cazadores lo persiguen por todo el bosque, pero no logran apresarlo. Al día siguiente ocurre lo mismo, pero los cazadores finalmente lograrán herirlo de manera que el ciervo se fue cojeando hacia la casa y fue escuchado por uno de ellos pidiendo a la hermana que fuera a buscarlo. El cazador se lo contó todo al rey, quien ordenó que al día siguiente fueran a cazar al ciervo de nuevo, pero sin hacerle daño, para que así él los guíe a la casita. Y así sucedió. Cuando el rey vio a la chica se enamoró y le pidió que se casara con él. La hermana, aunque un poco asustada, terminó aceptando, con la condición de que el ciervo pudiera vivir con ellos en el castillo. El rey lo prometió y salieron de la casita juntos.
Después de la boda vivieron felices unos años hasta que la vieja madrastra se enteró de que eran felices en la corte del rey y decidió de nuevo conspirar contra ellos. Se dirigió al castillo y engañó a la reina, que había dado a luz un niño, encerrándola y asfixiándola con el humo de una hoguera. Luego puso en su lugar a su propia hija, fea y sin un ojo, a la que dio la apariencia de la reina con su magia, pero aun así no pudo devolverle el ojo perdido. Cuando el rey regresó al castillo, sabía que tenía un hijo y quería ir de inmediato a ver a su hermosa reina, pero la bruja, disfrazada de camarera, hizo todo lo posible para detenerlo. Esa noche, la nodriza, que dormía en la habitación del bebé, vio entrar al fantasma de la verdadera reina que cuidó a su bebé, y acarició al ciervo antes de irse. Y así sucedió también la noche siguiente, así que la nodriza se le dijo al rey, que decidió quedarse despierto para verlo con sus propios ojos. Cuando él la reconoció, se rompió el hechizo y ella volvió a la vida. La bruja y su hija fueron condenadas a muerte y al momento de morir la bruja el ciervo regresa a su forma humana, reuniéndose así los hermanos y viviendo todos felices en la corte para siempre.

## Orígenes

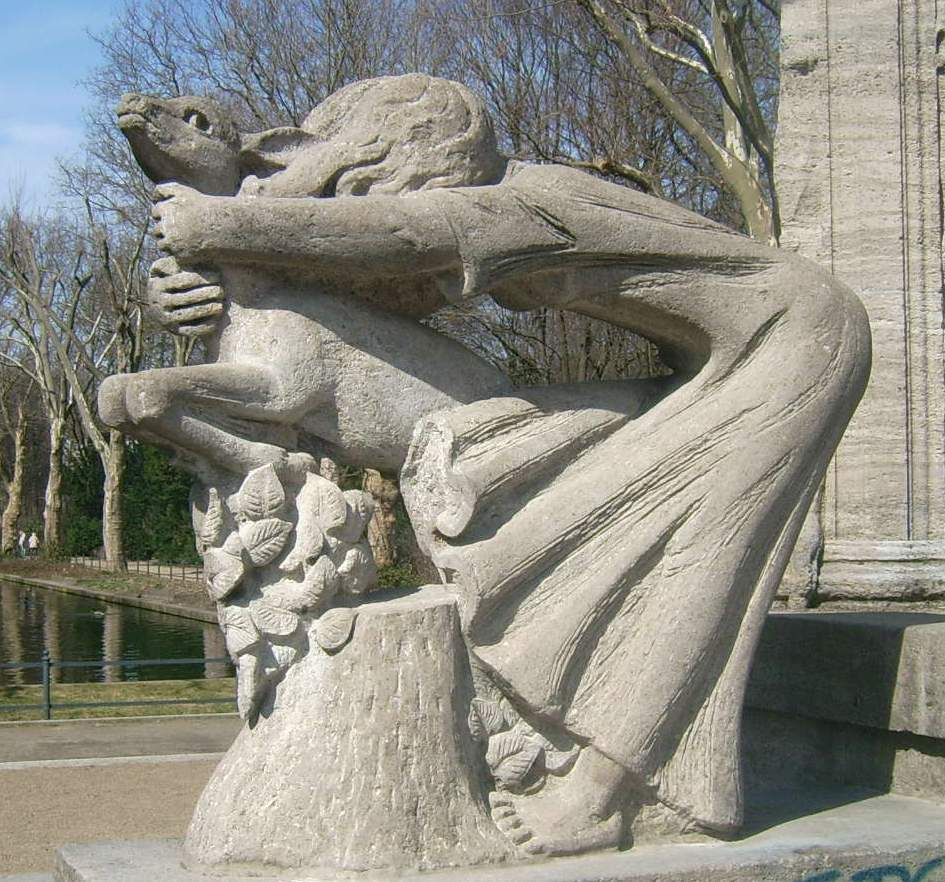
Escultura basada en Hermano y Hermana, realizada en 1970 por Katharina Szelinski-Singer.

La versión más antigua de la trama del cuento Hermano y Hermana se halla en la obra de Giambattista Basile El cuento de los cuentos o el entretenimiento de los pequeños (Lo cunto de li cunti overo lo trattenemiento de peccerille), escrita hacia el siglo XVII y conocida como el Pentamerón (Pentamerone). En ese libro, el cuento aparece con el título Ninnillo e Nennella. Desde entonces ha circulado en varios países europeos con títulos diferentes, pero en su mayoría manteniendo la narración original. 
En Rusia, el cuento fue comúnmente conocido como Hermana Alionushka, Hermano Ivanushka (Сестрица Аленушка и братец Иванушка), y fue incluido por Aleksandr Afanásiev en su colección llamada Cuentos populares rusos (Народные русские сказки: Narodnye russkie skazki).
El relato de los hermanos Grimm fue publicado por primera vez en la edición original de cuentos de la infancia y del hogar (Kinder- und Hausmärchen), y posteriormente fue recogido en todas las ediciones siguientes, con algunos añadidos en la de 1819.
En la colección de cuentos de los Hermanos Grimm, Hermano y Hermana (Brüderchen und Schwesterchen) es el n.º 11. Corresponde al tipo 450 de la clasificación de Aarne-Thompson: Hermanito y Hermanita.
En ocasiones, el cuento Hermano y Hermana se confunde con el otro llamado Hansel y Gretel, al que también se da el nombre del primero. Algunos editores del cuento de Hansel y Gretel siguen dándole el título de Hermanito y Hermanita, lo que induce a confusión.

### En otros idiomas
- Alemán - Brüderchen und Schwesterchen
- Chino - 小弟弟和小姐姐
- Danés - Brorlil og søsterlil
- Español - Hermano y Hermana
- Francés - Frérot et sœurette
- Finlandés - Pikku veli ja pikku sisar
- Húngaro -  Bátyácska és Húgocska
- Holandés - Broertje en zusje
- Inglés - Brother and Sister
- Italiano - Fratellino e Sorellina
- Japonés - 兄と妹
- Polaco- Braciszek i siostrzyczka
- Portugués - Irmãozinho e Irmãzinha
- Rumano - Fratior si surioara
- Ruso - Братец и сестрица o Сестрица Аленушка и братец Иванушка
- Turco - İki Kardeş
- Vietnamita Anh và em gái